# Fahree

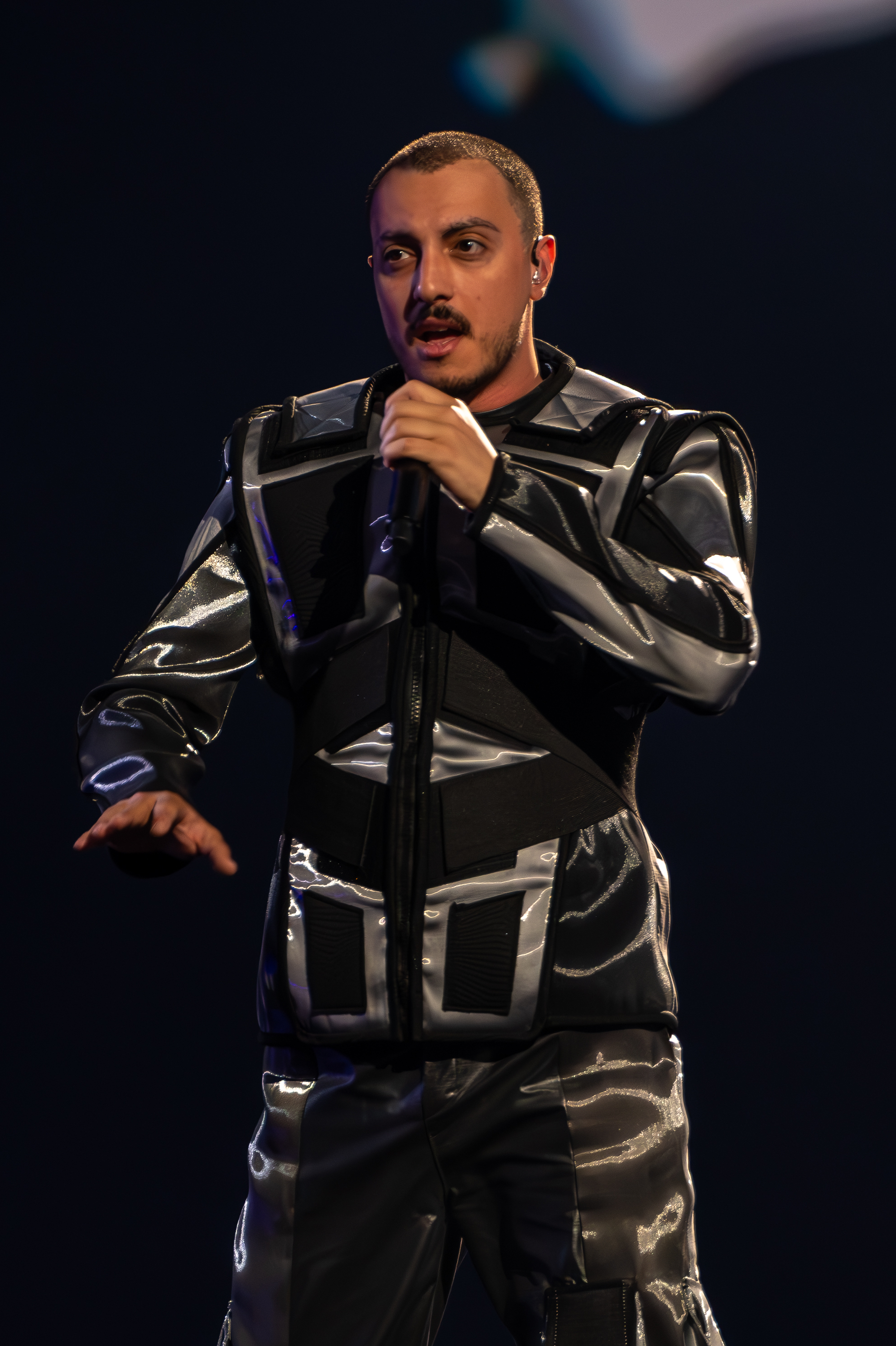
Fahree (2024)

Fahree (bürgerlich aserbaidschanisch Fəxri İsmayılov; * 1995 in Baku) ist ein aserbaidschanischer Sänger. Er vertrat Aserbaidschan beim Eurovision Song Contest 2024 in Malmö.

## Leben und Wirken
Fahree stammt aus einer künstlerischen Familie: Sein Großvater war Schauspieler, sein Vater Jazz-Schlagzeuger. Zunächst verfolgte Fahree eine Karriere als Anwalt und studierte Jura, worin er sowohl einen Bachelor- als auch einen Master-Abschluss machte. Während der Corona-Pandemie 2020 widmete er sich wieder stärker der Musik und verfolgte seinen Kindheitstraum, Musiker zu werden.
Fahree vertrat Aserbaidschan beim Eurovision Song Contest 2024 in Malmö. Dort trat er im ersten Halbfinale am 7. Mai 2024 an. Sein Lied Özünlə apar wurde am 15. März veröffentlicht. Zu diesem Zeitpunkt wurde auch bekanntgegeben, dass er bei seinem Auftritt von dem Mughamsänger İlkin Dövlətov unterstützt werden wird. Beim ESC trat Fahree im ersten Halbfinale am 7. Mai 2024 an, konnte sich jedoch nicht für das Finale qualifizieren.

## Diskografie

### Singles
- 2022: Dance
- 2022: Apardı uzaqlara (mit Mila Miles)
- 2023: Yollar
- 2024: Özünlə apar (feat. İlkin Dövlətov)
- 2024: Tərki-Dünya
- 2024: Azərbaycan (feat. İlkin Dövlətov)
- 2024: Dön geriyə (feat. Nurlana UnderCover)
- 2025: Ağrıkəsici (feat. İlkin Dövlətov)